# 夏全
夏全，山东人，金朝末年将领。
夏全在泰安归附刘二祖红袄军。1217年（金宣宗兴定元年），东平行省侯挚派遣提控遥授棣州防御使完颜霆率兵征讨，降石花五、夏全余党壮士二万人，老幼五万口。后随李全降南宋，担任盱眙总管。1226年（宋理宗宝庆二年），领兵跟随新制置使刘琸至楚州。次年，李全被蒙古军围困在益都，刘琸想要尽杀城中李全部属。李全之妻杨妙真诳骗夏全，说想要事夏全为夫，许诺尽献子女玉帛、仓廪。夏全于是令部属作乱，逼刘琸缒城逃走。乱后，杨妙真拒见夏全。夏全大掠回到盱眙，又被张惠等所拒绝入城，于是狼狈降金。金哀宗改楚州为平淮府，封夏全为金源郡王、平淮府都总管。